# خاتشكار

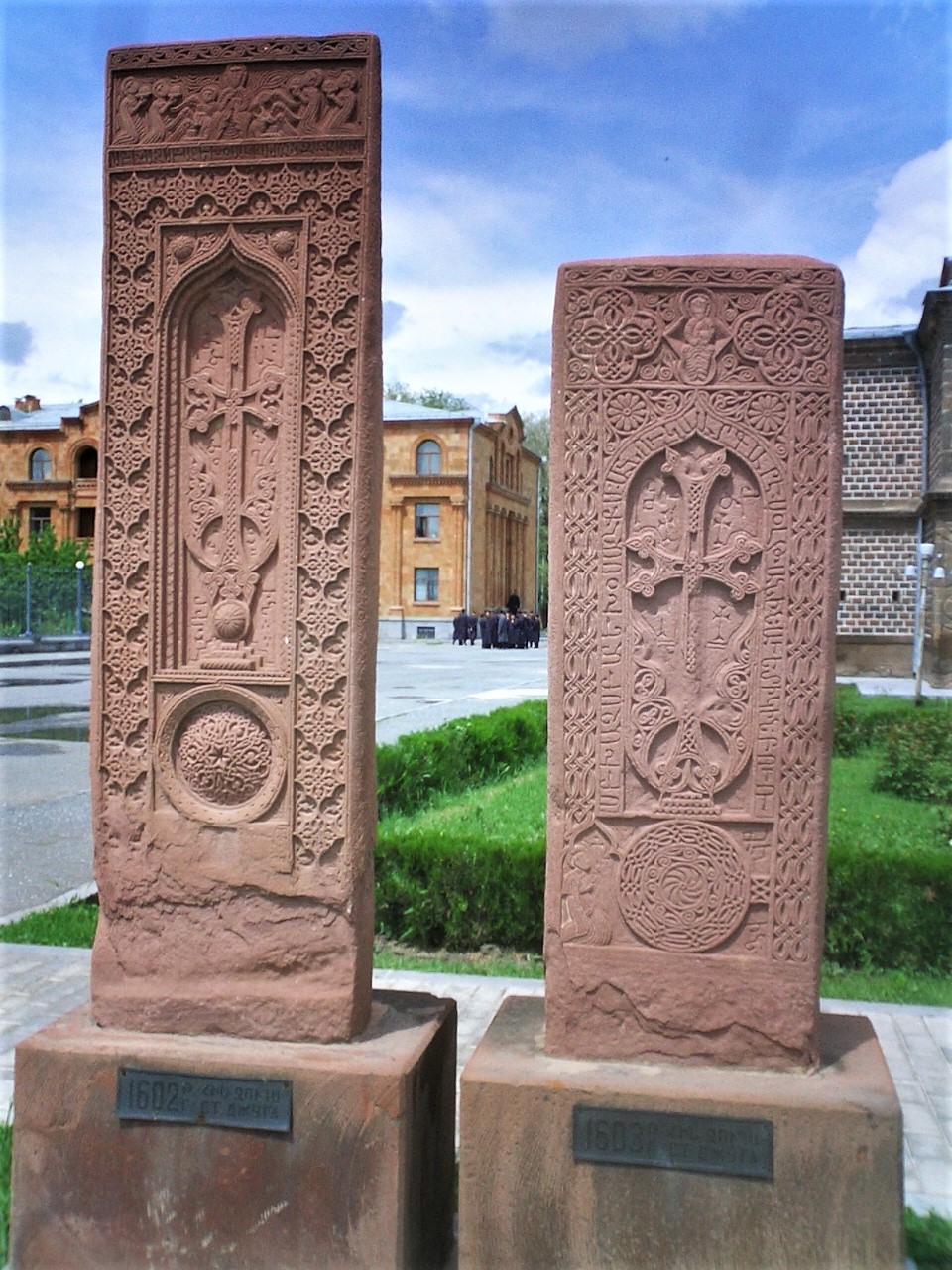
حجري خاتشكار أرميني في إتشميادزين يعودان للقرن السادس عشر.

حجر الخاتشكار والمعروف باسم حجر الصليب الأرمن (بالأرمنيَّة: խաչքար) هي منحوتة، وشاهدة تذكارية تصور شكل الصليب المسيحي، وكثير من الأحيان مع إضافة الزخارف مثل الزخارف النباتية وغيرها. يعتبر فن حجر خاتشكار من سمات الفن الأرمني المسيحي القرطوسي.
أعلنت منظمة اليونيسكو منذ عام 2010 ضم حجر خاتشكار في قائمة التراث اللامادي الإنساني لرمزيتها وبراعة العمل.